# Інформація
Інформація (від лат. informātiō «роз'яснення, уявлення, поняття про що-небудь» ← informare «надавати вигляд, форму, навчати; мислити, уявляти») — відомості незалежно від форми їх подання. Американський вчений-інформатик Ентоні Дебонс описує інформацію як «усвідомлення стану навколишнього світу і фізичні прояви, які його формують».

Незважаючи на широку поширеність, поняття інформації залишається одним із найбільш дискусійних у філософії та науці, а термін може мати різні значення у різних галузях людської діяльності.
Норберт Вінер: Інформація — це не матерія і не енергія, інформація — це інформація. 
Визначень інформації існує безліч:
- відомості про предмети, факти, ідеї і т. ін., якими можуть обмінюватися люди в рамках конкретного контексту (ISO/IEC 10746-2:1996)[3];
- відомості щодо фактів, подій, речей, ідей та понять, які у певному контексті мають конкретний зміст (ISO/IEC 2382:2015)[4];
- відомості про суб'єкти, об'єкти, явища та процеси (ДСТУ 2226-93)[5];
- документовані або публічно оголошені відомості про події та явища, що відбуваються у суспільстві, державі та навколишньому природному середовищі
- інформація — будь-які відомості та/або дані, які можуть бути збережені на матеріальних носіях або відображені в електронному вигляді (Закон України «Про інформацію»[6]).

У своєму первісному значенні «інформація» — відомості, що передаються людьми усним, письмовим або будь-яким іншим способом (за допомогою умовних сигналів, технічних засобів і т. ін.); з середини XX століття термін «інформація» перетворився на загальнонаукове поняття, що включає обмін відомостями між людьми, людиною та автоматом, автоматом та автоматом; обмін сигналами в тваринному та рослинному світі; передачу ознак від клітини до клітини, від організму до організму (наприклад, генетична інформація); одне з основних понять кібернетики.
Інформація може бути універсальною — поданою у вигляді символів і знаків, суб'єктивною — у вигляді значення, яке надають символи, або поєднувати їх.

## Інформація та дані
Згідно з сучасними уявленнями, інформація вважається нематеріальною, а те, що міститься в структурі об'єктів, прийнято називати даними (representation form  — ISO/IEC/IEEE 24765:2010). На найфундаментальнішому рівні інформація стосується інтерпретації того, що можна відчути. Можна сказати, що будь-який природний процес, який не є повністю випадковим, і будь-який спостережуваний об'єкт чи явище у будь-якому середовищі передають певну кількість інформації.  Інформація — це не знання саме по собі, а значення, яке можна отримати з представлення через інтерпретацію.
Хоча інформація має набути деякої форми подання (тобто перетворитися на дані), щоб її можна було зберігати або обмінюватися, інформація є в першу чергу інтерпретація (сенс) такого подання (ISO/IEC/IEEE 24765:2010), тому в строгому сенсі інформація відрізняється від даних, хоча у неформальному контексті ці два терміни дуже часто використовують як синоніми.
Інформація визначається як дані, які наділені сенсом і метою, відповідаючи визначенню «знання як описи» Бертрана Рассела і відрізняється від даних тим, що вона корисна, тобто має значення для рішень або дій.

## Суть та межі явища
Інформація у багатьох випадках обробляється ітеративно — дані, доступні на одному кроці, обробляються в інформацію для інтерпретації та обробки на наступному кроці. Наприклад, у письмовому тексті кожен символ або літера передає інформацію, що стосується слова, частиною якого він є, кожне слово передає інформацію, що стосується фрази, частиною якої воно є, кожна фраза передає інформацію, що стосується речення, частиною якого воно є, і так далі поки на останньому кроці інформація не буде інтерпретована і не стане інформацією у даній області. У цифровому сигналі біти можуть бути інтерпретовані як символи, літери, цифри або структури, які передають інформацію, доступну на наступному рівні. Ключовою характеристикою інформації є те, що вона підлягає інтерпретації та обробці.
Концепція інформації актуальна в різних контекстах, включаючи обмеження, комунікацію, контроль, дані, форму, освіту, знання, значення, розуміння, розумові стимули, шаблон, сприйняття, пропозицію, репрезентацію та ентропію .
Отримання інформації з сигналу чи повідомлення можна розглядати як вирішення двозначності чи невизначеності, що виникає під час інтерпретації шаблонів(паттернів) у сигналі чи повідомленні.
Інформація може бути структурована як дані . Надлишкові дані можна стиснути до оптимального розміру, який є теоретичною межею стиснення.
Інформація, доступна через збір даних, може бути отримана шляхом аналізу.
Інформація може передаватися в часі, через сховище даних, і в просторі, через зв'язок і телекомунікації.  Інформація виражається або як зміст повідомлення, або через пряме чи непряме спостереження. Те, що сприймається, можна витлумачити як повідомлення саме по собі, і в цьому сенсі вся інформація завжди передається як зміст повідомлення.
Інформація може бути закодована в різні форми для передачі та інтерпретації (наприклад, інформація може бути закодована в послідовність знаків або передана через сигнал). Вона також може бути зашифрована для безпечного зберігання та зв'язку.
Для досліджень самоорганізації динамічних систем Генрі Кастлер запропонував таке визначення: «Інформація є запам'ятований вибір одного варіанта з кількох можливих та рівноправних».
М.Амосов вважав, що «інформація — це відомості про систему, про її структуру та функції, виражені моделлю», а «переробка інформації полягає в перетворенні одних моделей на інші».
Сам термін «інформація» байдужий до істинності вмісту. Інформація може бути правдивою, хибною або відвертою брехнею. Від даних інформація відрізняється доступністю отримувачу. Наприклад, нерозшифрований рукопис Войнича, можливо, містить якийсь зміст, а отже, потенційно може стати інформацією, але до розшифрування він — лише набір символів і картинок, дані, над якими можуть працювати дешифрувальники.
Інформація може бути товаром, тобто купуватися й продаватися як будь-який інший товар. Розвідувальні служби здійснюють збір інформації про потенційного або наявного супротивника.
На початку XXI століття інформація посідає дедалі значніше місце в житті людини як члена суспільства. Засоби масової інформації поширюють її, інформаційні технології переймаються її обробкою. Висувається ідея інформаційного суспільства, до якого, можливо, прямує людство. Основою такого суспільства було б виробництво й споживання не товарів і послуг, а інформації.

## Етимологія
Слово «інформація» походить від середньофранцузького enformacion/informacion/information «кримінальне розслідування» та його етимона, лат.informatiō(n), яке має декілька значень:
- роз'яснення; виклад фактів, подій; витлумачення;
- представлення, поняття;
- ознайомлення, просвіта.

В англійській мові слово «information» (в написанні «informacioun») вперше з'явилось у 1387 році. Сучасного написання це слово набуло у XVI ст[джерело?]. У східнослов'янські мови слово «інформація» прийшло із Польщі у XVII ст[джерело?].
З середини XX століття термін «інформація» широко використовується в різних галузях науки та в повсякденному житті.

## Історія поняття
Поняття інформації розглядалося ще античними філософами — старогрецькі мислителі багато розмірковували про форму і про знання, але не про спосіб існування знання та про його передачу. Аналогічно, емпірики Нового часу вважали, що ми отримуємо відомості про світ через відчуття, але ще не намагалися знайти кількісну характеристику для цих відомостей. Латинські слова «de saxis informibus» з Вульгати Ієроніма (342—419) перекладаються як «з каміння цілісного» (Втор. 27:6), а слова «informem adhuc me», які перекладаються як «Зародок мій» (Пс.138: 16), можна перекласти і як «безформного ще мене», тому що саме як «ще безформна» перекладаються слова «adhuc informem» зі Сповіді Августина (354—430).
Італійським словом «informa» у Божественній комедії Данте (1265—1321) позначається не просто безформне, а процес формування, освіти, творіння(ч. XVII 16-18, ч. XXV 40-42, ч. VII 133—138).
У сучасному світі інформація є одним з найважливіших ресурсів і, водночас, однією з рушійних сил розвитку людського суспільства. Інформаційні процеси, що відбуваються в матеріальному світі, живій природі та людському суспільстві, вивчаються (або принаймні враховуються) усіма науковими дисциплінами від філософії до маркетингу .
Історично склалося так, що дослідженням безпосередньо інформації займаються дві комплексні галузі науки — кібернетика та інформатика .
Інформатика, що сформувалася як наука в середині XX століття, відокремилася від кібернетики та займається дослідженнями в галузі способів та засобів отримання, зберігання, передачі та обробки інформації.
Дослідження змістового інформації ґрунтуються на комплексі наукових теорій під загальною назвою семіотика, зокрема її розділ — семантика, зосереджена на розумінні отриманої інформації, на змісті сигналу чи повідомлення.
У колишньому СРСР філософська проблематика поняття «інформація» розроблялася, починаючи з 1960-х років, коли вийшла стаття А. Д. Урсула «Природа інформації». З того часу, явно чи неявно, розглядаються в основному дві концепції інформації: атрибутивна , за якою інформація властива всім фізичним системам та процесам (А. Д. Урсул, І. Б. Новик, Л. Б. Баженов, Л. А. Петрушенко та інші), і функціональна  — інформація притаманна лише системам, що самоорганізуються (П. В. Копнін, А. М. Коршунов, В. С. Тюхтін, Б. С. Українцев та інші)  .

## Теорія інформації
Основна стаття: Теорія інформації
Теорія інформації — наукове дослідження кількісного визначення, зберігання та передачі інформації. Ця галузь була фундаментально заснована роботами Гаррі Найквіста та Ральфа Гартлі в 1920-х роках і Клода Шеннона в 1940-х роках. Область досліджень знаходилась на перетині теорії ймовірностей, статистики, інформатики, статистичної механіки, інформаційної інженерії та електротехніки. Теорія інформації вивчає межі можливостей систем передачі даних, а також основні засади їх проектування та технічної реалізації  .
Ключовою мірою в теорії інформації є ентропія. Ентропія кількісно визначає величину невизначеності, пов'язану зі значенням випадкової величини або результатом випадкового процесу. Наприклад, визначення результату справедливого підкидання монети (з двома однаково ймовірними результатами) надає менше інформації (нижча ентропія), ніж визначення результату кидання кубика (з шістьма рівно ймовірними результатами). Деякі інші важливі заходи в теорії інформації — це взаємна інформація, пропускна здатність каналу, показник помилки та відносна ентропія. Важливі підгалузі теорії інформації включають вихідне кодування, теорію алгоритмічної складності, теорія алгоритмічної інформації та криптографія.
Клод Шеннон визначив інформацію, як комунікація та зв'язок, в процесі якого усувається невизначеність(інформаційна ентропія), Норберт Вінер описує інформацію як позначення змісту, отриманого із зовнішнього світу у ході нашого пристосування до нього і пристосування до нього наших почуттів. Існує й інша думка щодо універсального визначення інформації. Вона полягає в тому, що саме поняття змінювалося разом зі зміною різних історичних епох, і щоб знайти таке визначення, необхідно знайти спільні риси та закономірності цієї трансформації. Наприклад, дослідники в галузі інформації Петриченко Е. А. та Семенова В. Г. на основі ретроспективного аналізу змін у понятті інформації дають таке універсальне визначення: «Інформація — це форма передачі людського досвіду (знань)». На їхню думку, зміна сутності поняття інформації відбувається після різноманітних проривних технологій передачі досвіду(знань), тобто появи писемності, друкарського верстата, перших енциклопедій, телеграфу, розвитку кібернетики, створення мікропроцесора, Інтернету, смартфонів тощо. Кожна нова форма передачі досвіду є синтезом попередніх. Тому ми бачимо таке розмаїття визначень інформації, оскільки, згідно із законом діалектики «заперечення-заперечення», всі попередні уявлення про інформацію містяться в «знятому» вигляді та в її сучасному визначені. Всі зазначені підходи до визначення інформації є різними гранями єдиного складного і багатопланового природного явища, яким є інформаційна реальність. З урахуванням сказаного, інформацію можна вважати природною реальністю, що несе в собі характерні ознаки предметів та явищ природи, які проявляються у просторі та часі. Існують також й інші, переважно несумісні між собою визначення судження «інформація». Але практично всі погляди на сутність інформації групуються навколо двох концепцій — атрибутивної та функціональної. Атрибутивна концепція інформації наголошує на тому, що інформація є атрибутом (невід'ємною властивістю) об'єктів. Функціонально-кібернетична концепція вважає, що головним у інформації є та функція, яку вона виконує.
Застосування фундаментальних досліджень в галузі теорії інформації включає кодування джерела/стиснення даних (наприклад, для ZIP-файлів), кодування каналів/виявлення та виправлення помилок (наприклад, для DSL). Його вплив був вирішальним для успіху місій «Вояджера» в глибокий космос, винаходу компакт-диска, можливості використання мобільних телефонів і розвитку Інтернету. Теорія також знайшла застосування в інших сферах, включаючи статистичні умовиводи, криптографію, нейробіологію, когнітивістику, лінгвістику, біоінформатику, теплофізику, квантові обчислення, чорні діри, пошук інформації, збір розвідувальних даних, виявлення плагіату, розпізнавання образів, виявлення аномалій  і навіть створення творів мистецтва за допомогою систем штучного інтелекту.

## Семіотика
Семіотика вивчає передачу інформації за допомогою знаків та сигналів. Предметом її розділу — семантики, є значення, зміст інформації, розуміння того, що передається за допомогою знаків. Американський семіотик Майкл Бакленд класифікував «інформацію» з точки зору її використання: «інформація як процес», «інформація як знання» та «інформація як річ».
Пол Бейнон-Дейвіс пояснює багатогранну концепцію інформації через знаково-сигнальну систему. Самі знаки можна розглядати на чотирьох взаємопов'язаних рівнях: прагматики, семантики, синтаксису та емпірики. Ці чотири рівні служать містками між соціальним світом з одного боку й фізичним чи технічним з іншого.
Нільсен (2008) обговорює зв'язок між семіотикою та інформацією стосовно словників. Він вводить поняття вартості лексикографічної інформації та посилається на зусилля, які повинен докласти користувач словника, щоб спочатку знайти, а потім зрозуміти дані, щоб вони могли генерувати інформацію.
Прагматика стосується мети повідомлення. Вона будує місток між знаком та контекстом, у якому використовується цей знак. Вона зосереджує увагу на намірі особи, що передає інформацію і підкреслює її поведінку при спілкуванні. Іншими словами це зв'язок між мовою та дією.
Семантика стосується значення, переданого повідомленням, тобто його змісту. Вона вивчає значення знаків, тобто встановлює асоціацію між знаками й діями. Її можна розглядати як науку про місток між символами та тими поняттями, які вони виражають.
Синтаксис зосереджений на усталених формах передачі повідомлення. Його поле дослідження — форми, логіка та граматика знакової системи. Тут мова йде тільки про форми, а не про зміст знаків та символів.
Зазвичай передача повідомлення відбувається в умовах певної соціальної ситуації. Ця ситуація задає контекст передачі наміру (прагматика) та форму повідомлення. Намір в комунікативній ситуації виражається повідомленнями, що містять набори взаємозв'язаних знаків мови, зрозумілих для всіх сторін спілкування. Взаємне розуміння, означає знання мови на рівні встановлених форм (синтаксису) та встановленого значення цих форм (семантики). Та зі сторін, котрі є джерелом повідомлення, кодує його в знаках мови й передає цей код крізь канали зв'язку (емпірика). Обраний канал зв'язку має характерні для себе властивості, що визначають підсумок спілкування, наприклад швидкість передачі сигналів або відстань, на якій таке спілкування можливе.

## Характеристики інформації

#### Суб'єктивність
Цінність і корисність інформації суб'єктивні, оскільки те, що є інформацією для однієї людини, може не бути інформацією для іншої.

#### Актуальність
Здатність інформації відповідати вимогам сьогодення (поточного часу або певного часового періоду). Інформація хороша лише в тому випадку, якщо вона значуща для особи, яка приймає рішення.

#### Своєчасність
Інформація має бути надана відповідній особі у відповідний час і у відповідному місці. Вона має містити дійсні на момент запиту дані, щоб сприяти формуванню правильних висновків та прийняттю ефективних рішень.

#### Достовірність
Здатність інформації об'єктивно відбивати процеси та явища, що відбуваються в навколишньому світі. Інформація не повинна містити помилок, оскільки помилкова інформація може призвести до неправильних висновків та хибних рішень.

#### Релевантність
Надана інформація має відповідати темі запиту. Інформація не має мати додаткових небажаних відомостей, які можуть заплутати тих, хто приймає рішення.

#### Коректність подання
Інформація має бути у правильному форматі, щоб бути корисною для особи, яка приймає рішення.

#### Повнота
Інформація вважається повною, якщо особа, яка приймає рішення, може задовільно вирішити проблему, використовуючи цю інформацію.

#### Доступність
Інформація є марною, якщо вона не є легкодоступною для осіб, які приймають рішення, у бажаному форматі, коли вона потрібна.

#### Надійність
Інформація має бути достовірною протягом певного встановленого періоду часу, коли зроблені на її основі висновки або прийняті рішення є правильними.

## Властивості інформації

### Фізичні властивості
- Здатність ідентифікації властивостей предметів і явищ — інформація — це те, що визначає властивості предметів і явищ в просторі та часі. Сама по собі інформація не існує, якщо не існує фізичного носія, який вона представляє речовинам-реціпієнтам через матеріальні канали.
- Нематеріальність інформації — інформація не має двох головних властивостей матеріальних об'єктів — заряду і маси. Вона не є матерією, але описує матеріальні сутності — об'єктивні реальності: предмети і явища природи.

### Часові властивості
Часові властивості визначають здатність даних передавати динаміку зміни ситуації (динамічність). При цьому можна розглядати або час запізнення появи в даних відповідних ознак об'єктів, або розходження наявних ознак об'єкта і тих же ознак, що передаються даними. Відповідно можна виділити:
- Актуальність — властивість даних, що характеризує поточну ситуацію;
- Оперативність — властивість даних, яка полягає в тому, що час їхнього збору та переробки відповідає динаміці зміни ситуації;
- Ідентичність — властивість даних відповідати стану об'єкта.

### Властивість недоступності
При розгляді захищеності даних можна виділити технічні аспекти захисту даних від несанкціонованого доступу та соціально-психологічні аспекти класифікації даних за мірою їхньої конфіденційності та секретності (властивість конфіденційності).

### Інші властивості інформації
Суспільна природа — джерелом інформації є пізнавальна діяльність людей, суспільства. Явища досліджуються в рамках різних інформаційних систем, оснащених відповідними предметними областями (системами інтерпретацій), а потім застосовуються методи, здатні синтезувати або узгодити висновки. Системний підхід до пізнання полягає у взаємовіднесеності усіх смислових елементів та в інтерпретації їх взаємно обґрунтовуючої значущості всередині певної системи, що є результатом реляціонування. Протилежність реляційності — субстрат.
Інформація не існує без матерії, без носія. Інформація не може приводити у дію речовинно-енергетичні процеси, тобто усе є лише взаємодією матерії, де інформація існує лише для спостерігача. За інформацією не стоїть жодна енергетика чи божественна сила на противагу думці, що інформація (тобто «слово, яке було богом») здатна створювати матерію чи приводити її у рух. У протилежному випадку стають цілком обґрунтованими релігійні твердження про те, що інформація здатна створювати, що за нею криється певна твірна енергетика, що фізично неможливо.
Мовна природа — інформація виражається за допомогою мови — знакової системи будь-якої природи, яка служить засобом спілкування, мислення, висловлювання думки. Мова може бути природною, що використовується у повсякденному житті та служить формою висловлення думок і засобом спілкування між людьми, а також штучною, створеною людьми з певною метою (наприклад, мова математичної символіки, інформаційно-пошукова, алгоритмічна та ін. мови).

### Невідривність від мови носія
Дискретність — одиницями інформації як засобами висловлювання є слова, речення, уривки тексту, а у плані змісту — поняття, висловлювання, описання фактів, гіпотези, теорії, закони тощо.

### Незалежність від творців
Старіння — головною причиною старіння інформації є не сам час, а поява нової інформації, з надходженням якої попередня інформація виявляється невірною, перестає адекватно передавати явища та закономірності матеріального світу, людського спілкування та мислення.
Розсіювання — існування у багатьох джерелах.

## Кількість інформації
Найпростішою одиницею виміру інформації є біт  — одиниця виміру кількості інформації, що набирає 2 логічних значення: так чи ні, істинно чи хибно, увімкнено чи вимкнено; 1 або 0 у двійковій системі числення.
У сучасних обчислювальних системах використовується величина, що рівна 8 бітам інформації, якам називаються байтом. Байт може приймати одне з 256 (28) різних значень (станів, кодів). Похідні від байта десяткові одиниці виміру, відповідно, називаються кілобайт (103 = 1000 байт), мегабайт (106 = 1 000 000 байт), гігабайт (109 = 1 000 000 000 байт  і т. д.
Похідні від байта двійкові (бінарні) одиниці виміру називаються кібібайт (210 = 1024 байт), мебібайт (220 = 1 048 576 байт), гібібайт  (230 = 1 073 741 824 байт).
Також інформацію вимірюють такими одиницями як трит, Хартдит(децит) і Нат.
| Величина в байтах           | Величина в байтах           | Величина в байтах           | Величина в байтах                    | Величина в байтах                    | Величина в байтах                    | Величина в байтах                    |
| З десятковими префіксами СІ | З десятковими префіксами СІ | З десятковими префіксами СІ | Відповідно до ДСТУ ISO 80000-13:2016 | Відповідно до ДСТУ ISO 80000-13:2016 | Відповідно до ДСТУ ISO 80000-13:2016 | Відповідно до ДСТУ ISO 80000-13:2016 |
| Назва                       | Позначення                  | Степінь                     | Назва                                | Позначення                           | Позначення                           | Степінь                              |
| --------------------------- | --------------------------- | --------------------------- | ------------------------------------ | ------------------------------------ | ------------------------------------ | ------------------------------------ |
| байт                        | Б                           | 100                         | байт                                 | B                                    | Б                                    | 20                                   |
| кілобайт                    | Кбайт                       | 103                         | кібібайт                             | KiB                                  | КіБ                                  | 210                                  |
| мегабайт                    | Мбайт                       | 106                         | мебібайт                             | MiB                                  | МіБ                                  | 220                                  |
| гігабайт                    | Гбайт                       | 109                         | гібібайт                             | GiB                                  | ГіБ                                  | 230                                  |
| терабайт                    | Тбайт                       | 1012                        | тебібайт                             | TiB                                  | ТіБ                                  | 240                                  |
| петабайт                    | Пбайт                       | 1015                        | пебібайт                             | PiB                                  | ПіБ                                  | 250                                  |
| ексабайт                    | Ебайт                       | 1018                        | ексбібайт                            | EiB                                  | ЕіБ                                  | 260                                  |
| зеттабайт                   | Збайт                       | 1021                        | зебібайт                             | ZiB                                  | ЗіБ                                  | 270                                  |
| йоттабайт                   | Йбайт                       | 1024                        | йобібайт                             | YiB                                  | ЙіБ                                  | 280                                  |

## Види інформації
Інформацію можна систематизувати на види за різними ознаками(перелік не повний).

### За формою подання
- текстова — що передається у вигляді символів, призначених позначати лексеми мови;
- числова — у вигляді цифр, чисел і знаків, що позначають математичні дії;
- візуальна — у вигляді нерухомих та рухомих(відео) зображень осіб, об'єктів, подій, предметів, графічного унаочнення даних;
- звукова — усна або у вигляді запису передачі лексем мови акустичним шляхом;
- таблична — у вигляді таблиць;
- електронна — у вигляді записів на електронних носіях.

### За станом
- актуальна/не актуальна;
- поширена/не поширена;
- загальнодоступна/конфіденційна;
- незашифрована/зашифрована;
- дезінформація

### За сферою поширення
- масова — містить тривіальні відомості і оперує набором понять, зрозумілим більшій частині соціуму
- спеціальна — містить специфічний набір понять, при використанні відбувається передача відомостей, які можуть бути не зрозумілі основній масі соціуму, але необхідні і зрозумілі в рамках вузької соціальної групи, де використовується дана інформація (юридична, історична, військова, наукова тощо)
- особиста — набір відомостей про яку-небудь особистість, що визначає соціальний стан і типи соціальних взаємодій всередині популяції.

## Інформаційні потреби
Інформаційні потреби є одним з різновидів нематеріальних потреб людини. Виникає через брак інформації для здійснення людської діяльності і є характерною особливістю, притаманною людині, що відрізняє її від решти живих організмів, які хоч і відчувають потребу в інформації, але винятково для задоволення відносно простих вітальних потреб. Інформаційні потреби людини значно складніші. Процес задоволення інформаційних потреб має ту принципову відмінність порівняно з іншими, що у цьому разі об'єкт споживання — інформація — не тільки не знищується, а, навпаки, на її основі формуються нові інформаційні масиви, призначені для споживання.